# Inga jaunechensis
Inga jaunechensis är en ärtväxtart som beskrevs av Alwyn Howard Gentry. Inga jaunechensis ingår i släktet Inga och familjen ärtväxter. IUCN kategoriserar arten globalt som starkt hotad. Inga underarter finns listade i Catalogue of Life.